# Raoni Metuktire
Raoni Metuktire (Krajmopyjakare, (Kapôt bij Peixoto de Azevedo) circa 1932) is een van de grote stamhoofden van het Kayapo-volk dat leeft in het hart van een beschermd reservaat op het grondgebied van Brazilië. Hij is een internationaal figuur, een symbool van de strijd voor het behoud van het Amazoneregenwoud en van de inheemse cultuur.

## Eerste jaren, eerste strijden
Metuktire werd geboren in de staat van Mato Grosso, in het hart van het Amazoneregenwoud in Brazilië, in een dorp genaamd Krajmopyjakare. Hij is afkomstig uit de familie Metuktire van de Kayapos, en is een van de zonen van de cacique, opperhoofd Umoro Metuktire. Het Kayapo-volk is een nomadenvolk en zijn jeugd werd gekenmerkt door onophoudelijke verhuizingen en vele oorlogen tussen de verschillende stammen. Begeleid door zijn broer Motibau, begon Raoni in 1947 op 15-jarige leeftijd met het plaatsen van zijn beroemde labret, een ceremoniële geverfde houten schijf (lipschotel) die de strijders van zijn stam botoque noemen en onder hun onderlip dragen.
In 1954, toen Metuktire 22 jaar oud was, hadden hij en de andere leden van de stam voor het eerst een ontmoeting met Westerse mensen, waarna hij na de aanvankelijk traditioneel inheemse naaktheid uit zijn jeugd ook voor het eerst kleding zoals een broek begon te dragen. Dit eerste contact werd gelegd door Orlando Villas-Bôas, de oudste van de gebroeders Villas-Bôas, beroemde Braziliaanse indigenisten. Hij bracht de jonge Raoni het Portugees bij en bereidde hem voor op het trotseren van de invasie van de Kuben. In 1964, kruiste hij het pad van de ex-koning Leopold III van België, terwijl deze op expeditie was in de beschermde reservaten van Mato Grosso. Later in 1973 kwam hij in contact met de Belgische cineast Jean-Pierre Dutilleux die in 1978 een film over hem draaide.
De stam was zeer bezorgd over de ontbossing in haar leefgebied. Deze was het onderwerp van een documentaire uit 1978, ingesproken door Jacques Perrin. De acteur Marlon Brando, destijds op het toppunt van zijn roem, ging akkoord om gefilmd te worden voor de openingsscène, en de film Raoni werd genomineerd voor de Oscar. De plotselinge interesse van de Braziliaanse media maakte het een natuurlijk symbool voor het behoud van de Amazoneregenwoud, dat ernstig bedreigd wordt door de ongecontroleerde ontbossing, de opkomst van de sojabeplanting en de waterkrachtcentrales.

## 1989, een internationale campagne in zeventien landen

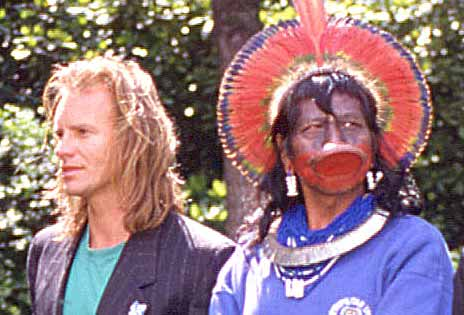
Stamhoofd Raoni in het gezelschap van de Britse zanger Sting in Parijs in april 1989

Nadat de zanger Sting in 1987 bij hem in de Xingu op bezoek was geweest werd Metuktire internationale bekendheid. Op 12 oktober 1988 werkten beiden in São Paulo (Brazilië) mee aan een persconferentie voor de tournee Human Rights Now! van Amnesty International. Sting, zijn vrouw Trudie Styler, en de Belgische cineast Jean-Pierre Dutilleux, worden de medeoprichters van de Rainforest Foundation, die wordt opgericht om de projecten van Metuktire te steunen, die op dat moment het beschermen van het Kayapos grondgebied als prioriteit heeft.
Tijdens een gigantisch en onvergetelijke vergadering van de stamhoofden in februari 1989 te Altamira was Metuktire een van de meeste vastberaden tegenstanders van het Kararaodam-project. Televisieploegen uit de hele wereld waren aanwezig om zijn woorden op te vangen. Het damproject werd uiteindelijk gestaakt.

Van april tot juni 1989 ging Metuktire samen met Sting in zeventien landen op tournee, wat hem in staat stelde zijn boodschap door te geven op wereldniveau. Er werden twaalf stichtingen voor het oerwoud opgericht, om geld in te zamelen voor het oprichten van een nationaal park in de regio van Rio Xingu in Amazonië, met een oppervlakte van ongeveer 180.000 km².

## Het resultaat van de campagne van 1989

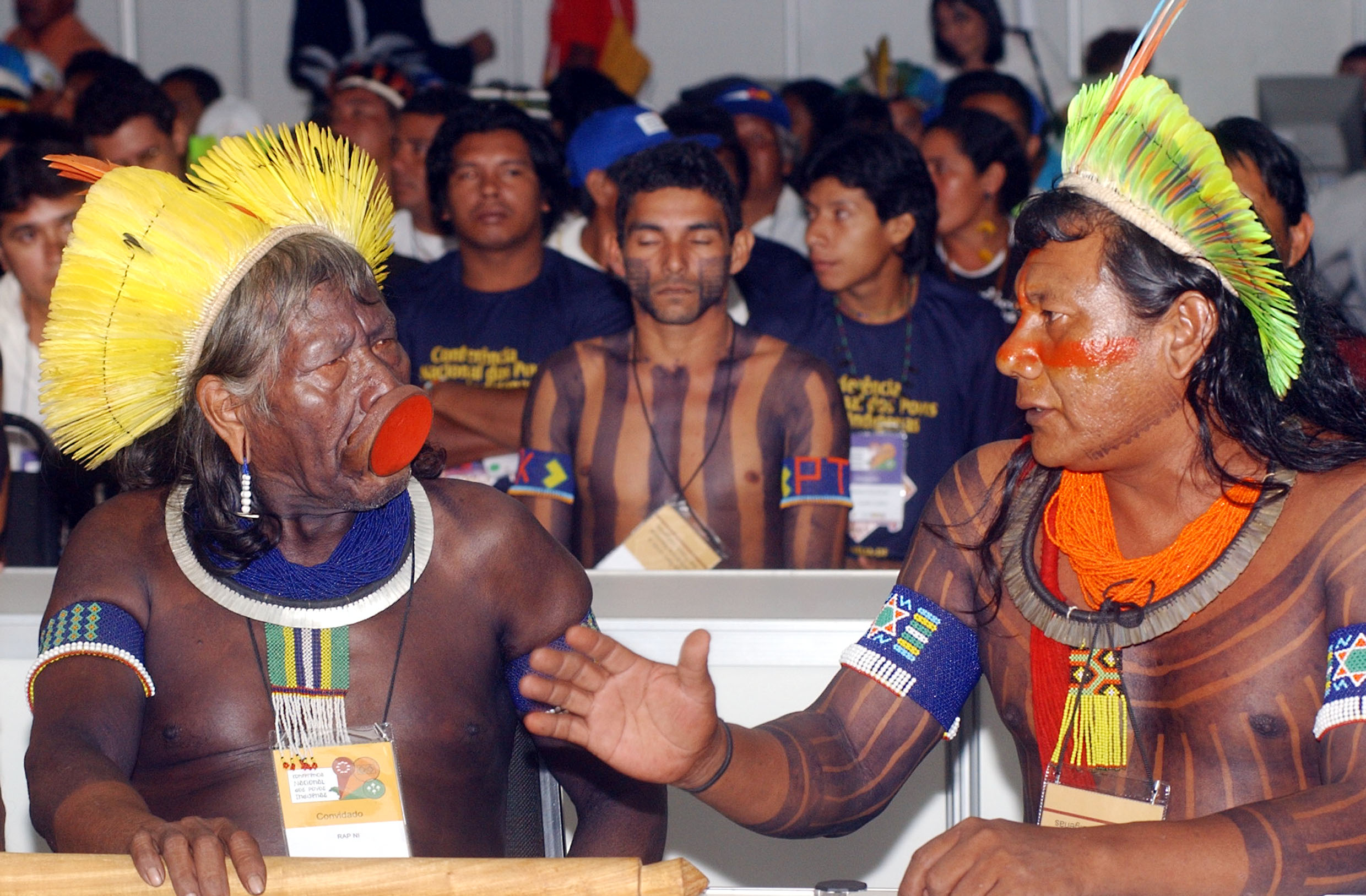
Raoni op een conferentie in Brazilië in april 2006

Het nationaal park, op grondgebied van de staten van Mato Grosso en van Pará, kon in 1993 worden opgericht. Het is tegenwoordig het grootste reservaat van tropische bossen ter wereld.
Een ander resultaat van deze eerste internationale campagne van Metuktire, was het deblokkeren door G7 van fondsen voor de begrenzing van alle inheemse reservaten in Brazilië, al was dit project anno 2012 nog steeds niet afgerond.
Het grootste succes van de campagne van 1989, was het besef bij het grote publiek dat het Amazoneregenwoud en de Inheemse bevolking beschermd moeten worden. De Franse president François Mitterrand steunde als eerste het initiatief van Metuktire, snel gevolgd door Jacques Chirac, Juan Carlos van Spanje, prins Charles, Paus Johannes Paulus II, en nog vele anderen.
De ontbossing gaat echter gewoon door in de zones die niet beschermd zijn, wat ook een bedreiging vormt voor de zones die dat wel zijn.

## Internationaal ambassadeur voor de strijd voor het behoud van de bossen en de volken uit Amazonië

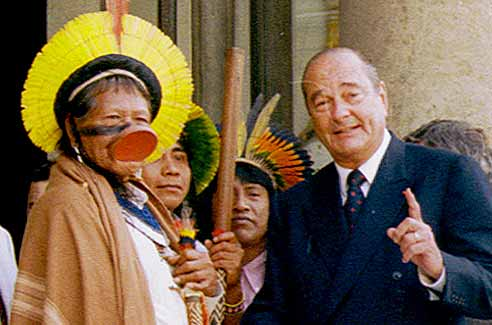
Raoni Metuktire en de voormalige Franse president Jacques Chirac in mei 2000, op het Elysee Paleis

Metuktire werd ambassadeur voor de strijd voor het behoud van het Amazoneregenwoud en bovenal voor de milieubescherming van alle inheemse bevolkingen, en reisde vanaf 1989 over de hele wereld, zoals naar de Innu aan de noordelijke kust van Quebec in augustus 2001 of naar Japan, in mei 2007. Met name in Europa werd zijn boodschap het meest gehoord. Hij kwam daarom in 2000, 2001 en 2003 terug naar Frankrijk, waar hij de steun van de president Jacques Chirac kreeg.
De verschillende inheemse bevolkingen in de regio van de Xingu, waarvan Metuktire zonder twijfel de beroemdste vertegenwoordiger is, vechten met verve om hun cultuur te behouden die al honderden generaties bestaat. Duizenden jaren scheiden deze gebruiken en gewoontes van de westerse beschaving. Metuktire heeft, tijdens zijn bestaan, deze grote afstand kunnen overbruggen, zonder zijn stoïcisme en waardigheid te verliezen. Hij ontmoet regelmatig de groten van de wereld maar woont in een hut zonder ook maar iets te bezitten. De cadeaus die hij krijgt worden systematisch herverdeeld.
Tijdens zijn optredens in de media, draagt hij bijna altijd een kroon van gele veren, kayapos-oorbellen en ketting. De cacique Metuktire is onmiddellijk herkenbaar aan zijn labret die zijn onderlip uitrekt en die hij vol trots draagt. De generaties na hem hebben deze gewoonte niet aangehouden; het stamhoofd is een van de laatste mannen op aarde met een lip-schoteltje.

## Raoni tegen het dammencomplex van Belo Monte

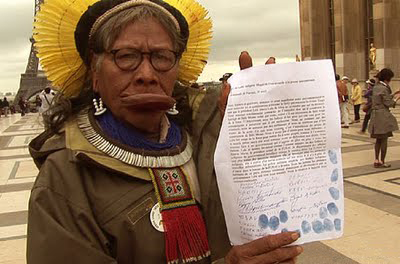
Raoni Metuktire op het plein van de mensenrechten, voor het Trocadero. In zijn handen heeft hij een internationale petitie tegen de Belo Montedam, die hij met de andere Kayapo opperhoofden is begonnen.

In een interview voor de Franse televisiezender TF1, uitgezonden in mei 2010 tijdens een Europese tournee (Frankrijk, België, Zwitserland, Monaco, Luxemburg), verklaarde Metuktire de oorlog aan het project voor de Belo Monte-dam die de inheemse grondgebieden aan de oevers van de Braziliaanse rivier Xingu bedreigt. Hij sprak opnieuw zijn vastberadenheid uit om het Amazoneregenwoud te beschermen tegen een grote ramp: "Ik heb aan mijn strijders gevraagd om zich voor te bereiden op een oorlog, ik heb het ook met de andere stammen van de Hoog Xingú besproken. Wij zullen het niet zomaar laten gebeuren. Wij zullen de blanken doden die de dam komen bouwen."

Tijdens dezelfde reis, waarbij hij ook de promotie van zijn met Jean-Pierre Dutilleux geschreven boek Raoni, mémoires d'un chef Indien verzorgde, werd Metuktire ontvangen door de Franse ex-president Jacques Chirac. Deze betuigde hem opnieuw zijn steun, via de Fondation Chirac, voor het oprichten van het Raoni Instituut dat bedoeld is om de cultuur van zijn volk en de biodiversiteit van het Amazoneregenwoud te beschermen. Metuktire werd ook ontvangen door prins Albert II van Monaco, die zeer betrokken is bij milieubescherming, maar niet door de president Nicolas Sarkozy, die hij nadrukkelijk had uitgenodigd tijdens diens officiële bezoek in Brazilië in september 2009.
Op 1 juni 2011 verleende het Braziliaans Instituut voor het Milieu (IBAMA), de laatste instantie die de plannen had kunnen afwijzen, de bouwvergunning voor de dam aan het Braziliaanse consortium Norte Energia. Deze informatie werd overgenomen door de media en sociale netwerken over de hele wereld, vergezeld door een foto van Metuktire, in tranen. Het fotobijschrift meldde dat deze tranen veroorzaakt waren door het nieuws over het definitieve akkoord voor de bouw van de Belo Monte-dam. Metuktire ontkende dit verontwaardigd op zijn officiële website: "Ik heb niet gehuild om het bouwakkoord en om het begin van het werk op het bouwterrein van Belo Monte. Zolang ik zal leven, zal ik blijven vechten tegen deze bouw (…). Het is Presidente Dilma die zal huilen, niet ik. Ik wil weten wie deze foto heeft aangeleverd en wie deze valse informatie heeft verspreid (...). Presidente Dilma zal mij voor het Planalto Paleis moeten vermoorden. Alleen dan zullen jullie de dam van Belo Monte kunnen bouwen."
Als antwoord tegen de mensen die beweren dat hij ontmoedigd is, begon Metuktire, die steun ontving van internationale beroemdheden zoals James Cameron, Sigourney Weaver en Arnold Schwarzenegger op zijn officiële website een internationale petitie in vijf talen tegen de bouw van de dam in Belo Monte.
Op 11 juli 2011 werd Metuktire tot ereburger van Parijs benoemd.